# 章魚科
章魚科（學名：Octopodidae），又名蛸科，是頭足綱章魚目之下的一個科，其下包含了大部份的章魚物種。

## 分類
依據世界海洋物種目錄，本科包含以下23屬：
- 斷腕蛸屬（英语：Abdopus） Abdopus Norman & Finn, 2001
- 無墨蛸屬（英语：Ameloctopus） Ameloctopus Norman, 1992
- 雙章魚屬 Amphioctopus P. Fischer, 1882
- 麗蛸屬 Callistoctopus Taki, 1964
- 小孔蛸屬（英语：Cistopus） Cistopus Gray, 1849
- 脆腕蛸屬（英语：Euaxoctopus） Euaxoctopus Voss, 1971
- 鲨腕蛸屬（英语：Galeoctopus） Galeoctopus Norman, Boucher & Hochberg, 2004
- 葛蛸屬（英语：Grimpella） Grimpella Robson, 1928
- 藍圈章魚屬 Hapalochlaena Robson, 1929
- 網蛸屬（英语：Histoctopus） Histoctopus Norman, Boucher-Rodoni & Hochberg, 2009
- 雅蛸屬 Lepidoctopus Haimovici & Sales, 2019
- 大蓑蛸屬（英语：Macrochlaena） Macrochlaena Robson, 1929
- 大章魚屬 Macroctopus Robson, 1928
- 長三足蛸屬（英语：Macrotritopus） Macrotritopus Grimpe, 1922
- 章魚屬 Octopus Cuvier, 1798
- 副蛸屬（英语：Paroctopus） Paroctopus Naef, 1923
- 鰭蛸屬（英语：Pinnoctopus） Pinnoctopus d'Orbigny, 1845
- 翼蛸屬（英语：Pteroctopus） Pteroctopus P. Fischer, 1882
- 羅氏蛸屬（英语：Robsonella） Robsonella Adam, 1938
- 左蛸屬（英语：Scaeurgus） Scaeurgus Troschel, 1857
- 旋蛸屬（英语：Teretoctopus） Teretoctopus Robson, 1929
- 擬態章魚屬 Thaumoctopus Norman & Hochberg, 2005
- 奇蛸屬 Wunderpus Hochberg, Norman & Finn, 2006

## 外部連結
- Tree of Life Octopodidae （页面存档备份，存于）
- Octopodidae movies （页面存档备份，存于）
- TONMO.com provides cephalopod family discussion forums, videos, etc. （页面存档备份，存于）

## 备注
1. ↑  蛸作章鱼时读作